# Schule Žeimiai
Die Schule Žeimiai (lit. Jonavos rajono Žeimių mokykla – daugiafunkcis centras) ist eine allgemeinbildende Schule mit acht Klassen sowie einer Vorschule im litauischen Städtchen Žeimiai, das zur  Rajongemeinde Jonava im Bezirk Kaunas  gehört. Geografisch liegt die Schule in der mittellitauischen Region von Aukštaitija.
Die Schule bietet die Fremdsprachen Englisch, Deutsch und Russisch an. Sie ist eine Ganztagsschule.

## Geschichte
Die Geschichte der Schule reicht bis ins Jahr 1595 zurück, als die evangelisch-reformierte Schule von Žeimiai erstmals urkundlich erwähnt wurde. Mitte des 17. Jahrhunderts wurde sie jedoch geschlossen.
1777 wurde in Žeimiai eine katholische Pfarrschule gegründet. Im Gründungsjahr zählte die Schule 24 Kinder, während in den Jahren 1781 und 1782 jeweils 9 Kinder, sowie 1804 und 1805 jeweils 7 Kinder eingeschrieben waren. Im Jahr 1820 vermachte der Gemeindepfarrer der katholischen Kirche sein Vermögen zur Unterstützung der Schule. 1828 besuchten bereits 28 Schüler die Einrichtung.
1863, während der zaristischen Herrschaft in Litauen, wurde die bestehende litauische Schule geschlossen und 1864 durch eine russische Schule ersetzt. Diese befand sich in einem kleinen Gebäude mit Strohdach, das lediglich einen Klassenraum, einen Lagerraum und die Wohnung des Lehrers beherbergte. 1898 wurde ein neues Schulgebäude mit einem zusätzlichen Klassenraum errichtet. Der Gutsherr von Žeimiai stellte dafür ein 0,12 Hektar großes Grundstück zur Verfügung, und 1912 wurde ein zweiter Raum angebaut.
Im Schuljahr 1931/1932 wurde an der Grundschule von Žeimiai eine landwirtschaftliche Klasse mit 14 Schülern eingerichtet. Zu dieser Zeit betrug die Gesamtzahl der Schüler 124. 1939 wurde ein weiterer Anbau fertiggestellt, und die Anzahl der Lehrer stieg zunächst auf zwei und später auf vier.
Nach dem Zweiten Weltkrieg entstand im Jahr 1945 die siebenklassige Schule Žeimiai im damaligen Sowjetlitauen. Im Schuljahr 1953/1954 wurde die Einrichtung zu einer Sekundarschule ausgebaut. 1955 erlangte sie den Status einer vollwertigen Sekundarschule mit Abiturabschluss nach 11 Klassen. Im Jahr 1956 absolvierten die ersten 9 Schüler das Abitur. Zu dieser Zeit besuchten etwa 300 Schüler die Schule.
1963 wurde ein neues zweistöckiges Backsteingebäude errichtet. Im Schuljahr 1971/1972 zählte die Schule 350 Schüler. 1979 wurde das Gebäude um einen dreistöckigen Anbau erweitert, der Chemie-, Physik- und Biologieräume, eine Bibliothek, eine Sporthalle sowie eine Kantine umfasste. Die Grundschulklassen wurden daraufhin in das zentrale Schulgebäude verlegt.
Am 2. September 2011 wurde die Mittelschule Žeimiai zur Hauptschule Žeimiai der Rajongemeinde Jonava umgewandelt, wodurch der Schulabschluss nach 10 Klassen möglich war. Am 26. Juni 2014 wurde die Schule auch zum Žeimiai-Multifunktionszentrum. Seitdem werden hier nur noch 8 Klassen unterrichtet.
Im Jahr 2019 wurde die Barupės-Hauptschule in die Schule Žeimiai eingegliedert.

## Schüler
- Konstantinas Bogdanas (1926–2011), Bildhauer und Professor, Ehrenbürger von Jonava
- Vaclovas Michnevičius (1866–1947), Bauingenieur und Architekt
- Vilmanas Lugauskas (* 1945), Agrarmanager und Politiker, Direktor von Sowchos Bukonys, Chefzootechniker von Kolchos Žeimiai, Ratsmitglied von Jonava
- Edvardas Gružas (1949–2004), Verwaltungsjurist, Polizeigeneralkommissar Litauens
- Bronislovas Liutkus (* 1960), Ingenieur und Politiker, Bürgermeister von Jonava
- Remigijus Osauskas (* 1974), Politiker, Vizebürgermeister von Jonava